# Bettenbach (Mörlenbach)
Bettenbach ist eine Ansiedlung in der Gemarkung Mörlenbach der Gemeinde Mörlenbach im hessischen Landkreis Bergstraße.

## Geographische Lage
Bettenbach liegt im Südwesten der Gemarkung Mörlenbach im westlichen Odenwald in der Nähe der Bergstraße. Die Ansiedlung folgt auf knapp einem Kilometer Länge hauptsächlich dem Tal des Bettenbachs, einem rechten westlichen Zufluss der Weschnitz. Abgesehen von zwei oder drei landwirtschaftlichen Gehöften am westlichen Ortsende besteht Bettenbach aus etwa 85 bewohnten Grundstücken, die sich in lückenloser Bebauung auf zwei parallele Ortsstraßen verteilen. Am östlichen Ortsende besteht über ein Gewerbegebiet Anschluss an die ersten Häuser der Kerngemeinde Mörlenbach. Südlich von Bettenbach liegt ein Hohenrain genanntes Waldstück und nördlich der Siedlung der weitgehend landwirtschaftlich genutzte Willenberg (215 m).

## Geschichte
In den Statistiken des Großherzogtums Hessen werden, bezogen auf Dezember 1867, werden die Bettenbacher Höfe in der Gemarkung von Mörlenbach und der Bürgermeisterei in Mörlenbach, 4 Häuser, 14 Einwohnern, der Kreis Lindenfels, das Landgericht Fürth, die evangelisch-lutherische Pfarrei Rimbach des Dekanats Lindenfels und die katholische Pfarrei Mörlenbach des Dekanats Heppenheim, angegeben.
Im Jahr 1927 wurden in Bettenbach 32 Einwohner gezählt.

## Verkehr
Bettenbach wird durch eine Gemeindestraße namens Bettenbach für den überörtlichen Straßenverkehr erschlossen. Sie mündet am östlichen Ortsrand in die Bundesstraße 38.